# Maritimes Museum Dänemark
Das Maritime Museum Dänemark, dänisch M/S Museet for Søfart (wörtlich Museum für Seefahrt), präsentiert die zivile dänische Seefahrt vom Mittelalter bis in die Gegenwart. Fotoarchiv und Bibliothek verwahren den größten maritimen Fundus Dänemarks. Die preisgekrönte Architektur des neuen Ausstellungsgebäudes hat 2013 international große Aufmerksamkeit erregt.

## Geschichte
Es wurde 1915 unter dem Namen Handels- und Seefahrtsmuseum gegründet und befand sich bis Ende 2012 auf Schloss Kronborg in Helsingør. Ursprünglich widmete es sich breit sowohl Seehandel wie Fischerei und Kriegsmarine. Nach der Gründung eines eigenständigen Fischereimuseums und des Wikingerschiffsmuseums Roskilde beschränkte sich das Haus auf die Geschichte der dänischen Handelsflotte seit dem Mittelalter.

## Gebäude
Das Museum liegt im Hafen von Helsingør (Helsingør Havn), in der ehemaligen Helsingør Skibsværft und der heutigen Kulturværftet, 40 km nördlich von Kopenhagen, in Sichtweite zum Weltkulturerbe Schloss Kronborg. Mit seiner unterirdischen Lage um ein ehemaliges Trockendock erscheint es zunächst für den Besucher unsichtbar.
Das 150 m lange und 25 m breite Trockendock wurde vom Architekt Bjarke Ingels mit einer subterranen, endlosen Galerie als Ausstellungsraum zum eigentlichen Zentrum gemacht. Überquerende Doppel-Etagen-Brücken-Bogen verbinden einzelne Museumsabschnitte und ermöglichen dem Besucher kurze Wege.

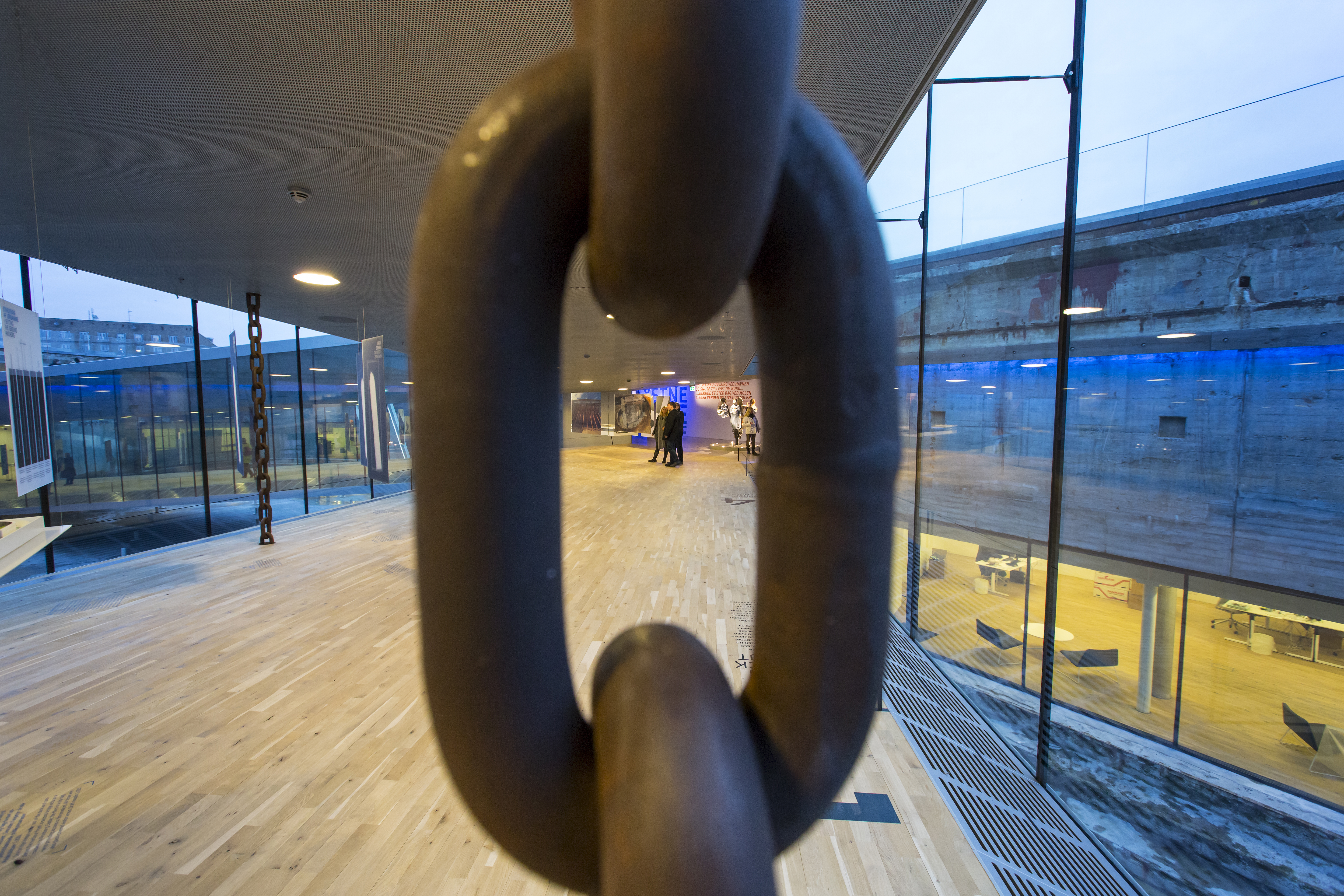
Innenansicht

Zum Preis als „building of the year 2014“ beschreibt das Architektur-Magazin archdaily: „Alle Ebenen – die verbindenden Ausstellungsräume mit Auditorium, Vorlesesaal, Büros, Cafes und der Sohle des Trockendocks innerhalb des Museums – schaffen aufregende, skulpturale Räume.“

### Auszeichnungen
- 2014 RIBA EU Award
- 2014 AIANY Design Honor Awards Winner – Architecture[2]
- 2014 WAF Award (Kategorie Kultur)
- 2014 Architizer A+ Awards Special Achievement Winner[3]
- 2014 “Building of the Year”, archdaily, Architektur-online-Magazin[1]
- 2015 AIA Institute Honor Awards for Architecture[4]